# یواس‌اس آر-۷ (اس‌اس-۸۴)
یواس‌اس آر-۷ (اس‌اس-۸۴) (به انگلیسی: USS R-7 (SS-84)) یک زیردریایی بود که طول آن ۱۸۶ فوت ۲ اینچ (۵۶٫۷۴ متر) بود. این زیردریایی در سال ۱۹۱۹ ساخته شد.